# 1345 Avenue of the Americas
1345 Avenue of the Americas, går även under namnen Alliance Bernstein Building och Burlington House, är en skyskrapa som ligger utmed gatan Avenue of the Americas/Sixth Avenue på Manhattan i New York, New York i USA.
Byggnaden uppfördes 1969 som en fastighet för kontorsverksamhet. Den är 190,5 meter hög och har 50 våningar.